# USS Voyager
A USS Voyager (NCC-74656) egy Intrepid osztályú csillaghajó a Star Trek: Voyager című tudományos-fantasztikus televíziós sorozatban. A hajó kapitánya Kathryn Janeway.
Az űrjárművet Richard D. James és Rick Sternbach tervezte.

## A küldetés
A Voyager 2371-ben 153 főnyi legénységgel indult el a küldetésére, hogy a Vadvidéken elfogja a maquis lázadókat. Azonban egy idegen erőnek köszönhetően a hajó a maquis lázadókkal együtt 70 000 fényévnyi távolságra sodródik el a Földtől, a Delta kvadránsba. Az esemény során a hajó súlyosan megsérül és a legénység több tagja, köztük a teljes orvosi stáb életét veszti. Hogy megakadályozza az okampák kiirtását, Janeway parancsba adja annak a szerkezetnek az elpusztítását, amelynek segítségével visszatérhetnének az Alfa kvadránsba. Ezek után a Voyager és a maquis hajó legénysége összefog, hogy együttes erővel tegyék meg a 75 évig tartó utat hazafelé.
A későbbiekben a Csillagflottának sikerül kommunikációs kapcsolatot teremtenie a hajóval. Hét év utazás után a jármű egy Borg transztér járat segítségével visszajut az Alfa Kvadránsba.

## Megjelenés és képességek
A 700 000 tonnás Voyagert az Utopia Planitia Föderációs Telepeken építették. Két holofedélzettel rendelkezik, és az első hajó volt, amelyet elláttak a 9-es térhajtóművel. Ennek segítségével a 9,985-ös csúcssebességet is elérheti. Térváltáskor a térhajtómű gondolái a mozgó pilonok által vízszintes helyzetből 45 fokban felemelkednek. 15 fedélzettel rendelkezik. Az űrjárművet ellátták Orvosi Segéd Hologrammal (OSH) is, amely 5 millió különböző gyógymódot ismer. A hologramot a gyengélkedőben elhelyezett kivetítők generálják, de az orvos szabadon közlekedhet a csillaghajón vagy máshol, mobil holosugárzójának köszönhetően. Hét Kilenced, azaz Hetes regenerációs fülkéjét a raktérben helyezték el. Hetes Kim zászlós segítségével készítette el az asztrometriai laboratóriumot, akárcsak a Delta Kompot.